# Велиан
Велиан (перс. ولیان‎) — село на севере Ирана, в остане Альборз. Входит в состав шахрестана Саводжболаг. Является частью дехестана (сельского округа) Чендар бахша Чендар.

## География
Село находится в центральной части Альборза, в предгорьях южного Эльбурса, на расстоянии приблизительно 16 километров к северо-северо-западу (NNW) от Кереджа, административного центра провинции. Абсолютная высота — 1788 метров над уровнем моря.

## Население
По данным переписи 2006 года население села составляло 1122 человека (571 мужчина и551 женщина). В Велиане насчитывалось 355 семей. Уровень грамотности населения составлял 68,27 %. Уровень грамотности среди мужчин составлял 72,33 %, среди женщин — 64,07 %.